# Il grano è verde (film 1945)
Il grano è verde  (The Corn Is Green) è un film del 1945 diretto da Irving Rapper  ed è tratto dal lavoro teatrale omonimo di Emlyn Williams andato in scena per il Broadway theatre con Ethel Barrymore e Mildred Dunnock arrivando a 477 recite a partire dal 1940. Gli interpreti principali sono Bette Davis e l'esordiente John Dall.

## Trama
1895: Miss Cristobel Moffatt, zitella di mezza età sposata al suo lavoro di insegnante, si trasferisce in una casetta che ha ereditato nel paesino di Glansarno in una zona di miniere di carbone del Galles. Qui decide di aprire una scuola e, nonostante le iniziali difficoltà dovute al ruvido carattere della gente del paese e la ferma opposizione del possidente locale, si ambienta bene e viene apprezzata da tutti. Aperta la nuova scuola, fra i suoi allievi scopre uno studente, scapestrato ma culturalmente molto promettente, di nome Morgan Evans, minatore apparentemente destinato solo a una vita di duro lavoro e pesanti bevute. Con rinnovata speranza lei lo prende sotto la sua protezione e lo aiuta a esprimere il suo potenziale di apprendimento.
Grazie alla sua predisposizione allo studio, Morgan ha l'opportunità di sostenere l'esame di ammissione per la Oxford University e di vincere una borsa di studio. Miss Moffat, gli altri insegnanti e gli studenti, che hanno imparato a conoscere Morgan e gli si sono affezionati, sperano che superi l'esame per Oxford e così avviene.
Ma il passato turbolento di Morgan ritorna nei panni della sua ex fiamma, Bessie Watty, ragazza grezza, avida ed egoista, che lui aveva messo incinta. Bessie ha da poco dato alla luce il bambino e minaccia di ricattare la facoltà universitaria per ottenere parte dei soldi della borsa di studio con la scusa che le sono necessari per crescere il neonato. In realtà la ragazza non si interessa del bambino ma ha dei progetti riguardo a un altro spasimante. Miss Moffatt però accetta, anche a costo di molti sacrifici, di adottare il bambino cosicché il futuro accademico di Morgan non venga rovinato e Bessie non possa più ricattarlo. Poco dopo Morgan viene a conoscenza delle manovre di Bessie e insiste per crescere il piccolo lui stesso, ma Miss Moffatt, grazie a un accorato e persuasivo discorso, convince il giovane a cambiare idea, a proseguire con la sua educazione e a dare un contributo al mondo.